# Срарк Сити (Мисури)
Срарк Сити (енгл. Stark City) град је у америчкој савезној држави Мисури.

## Демографија
По попису из 2010. године број становника је 139, што је 17 (-10,9%) становника мање него 2000. године.
| Група             | 2000.       | 2010.       |
| Белци             | 145 (92,9%) | 121 (87,1%) |
| Афроамериканци    | 0 (0,0%)    | 2 (1,4%)    |
| Азијати           | 0 (0,0%)    | 2 (1,4%)    |
| Хиспаноамериканци | 0 (0,0%)    | 3 (2,2%)    |
| Укупно            | 156         | 139         |